# Andy Liberec
Andy Liberec byl český futsalový klub z Liberce. Klub byl založen v roce 2005. V sezóně 2010/11 se klubu povedlo poprvé ve své historii postoupit do 1. celostátní ligy. V ní se klub ovšem dostal do těžkých finančních problémů, které nakonec po skončení sezóny vygradovaly v zánik.
Své domácí zápasy odehrával klub ve sportovní hale Dukla Liberec.

## Umístění v jednotlivých sezonách
Zdroj: 
Legenda: Z - zápasy, V - výhry, R - remízy, P - porážky, VG - vstřelené góly, OG - obdržené góly, +/- - rozdíl skóre, B - body, červené podbarvení - sestup, zelené podbarvení - postup, fialové podbarvení - reorganizace, změna skupiny či soutěže
| Česko (2007 – 2012) |                     |        |    |    |   |    |     |     |      |    |       |          |
| Sezóny              | Liga                | Úroveň | Z  | V  | R | P  | VG  | OG  | +/-  | B  | P. ZČ | Play-off |
| 2007/08             | 2. liga – sk. Západ | 2      | 20 | 15 | 2 | 5  | 133 | 99  | +34  | 47 | 4.    |          |
| 2008/09             | 2. liga – sk. Západ | 2      | 20 | 15 | 0 | 7  | 171 | 96  | +75  | 45 | 3.    |          |
| 2009/10             | 2. liga – sk. Západ | 2      | 20 | 12 | 1 | 9  | 130 | 115 | +23  | 37 | 5.    |          |
| 2010/11             | 2. liga – sk. Západ | 2      | 20 | 16 | 0 | 4  | 180 | 96  | +84  | 48 | 1.    |          |
| 2011/12             | Chance futsal liga  | 1      | 22 | 2  | 0 | 20 | 72  | 206 | -134 | 6  | 12.   |          |